# Матяж, Иван Сергеевич
Ива́н Серге́евич Ма́тяж (укр. Іван Сергійович Матяж; род. 15 февраля 1988, Донецк) — украинский футболист, нападающий

## Биография

### Клубная карьера
Воспитанник донецкого «Шахтёра». Летом 2004 года был переведён в «Шахтёр-3», клуб выступал во Второй лиге Украины. Также параллельно выступал за «Шахтёр-2». В Первой лиге Украины дебютировал 21 марта 2005 года в домашнем матче против «Нафкома» (1:0), Матяж начал матч в основе, в дополнительное время Ивана заменил Андрей Лосников. В сезоне 2006/07 вместе с командой стал серебряным призёром молодёжного первенства.
В августе 2007 года был отдан в годичную аренду в луганскую «Зарю». Матяж выступал в дубле, так как не мог пробиться в основу из-за конкуренции с более опытными игроками «Зари». В основе «Зари» Матяж провёл всего 1 матч, в Кубке Украины. 25 сентября 2007 года в выездном матче против ахтырского «Нефтяник-Укрнафта» (2:0), Иван начал матч в основе, но на 58 минуте он был заменён на Павла Новицкого. В команде он провёл около года и сыграл за дубль 17 матчей в которых забил 1 гол (в ворота дублёров донецкого «Шахтёра»).
Первую половину сезона 2008/09 Матяж провёл в «Шахтёре-3», сыграл 17 матчей и забил 4 мяча во Второй лиге Украины. В январе 2009 года побывал на просмотре в алчевской «Стали», но команде не подошёл. В феврале 2009 года в составе команды «Шахтёр-3» дошёл до финала Кубка Крымтеплицы, где команда проиграла молдавского «Олимпии» (1:1, по пенальти — 4:5). В конце февраля 2009 года был отдан в аренду донецкому «Олимпику». В команде провёл год, стал одним из лучших игроков в составе «Олимпика», забив 12 мячей в 27 матчах во Второй лиге.
В марте 2010 года подписал годичный контракт с симферопольской «Таврией». В Премьер-лиге Украины дебютировал 19 марта 2010 года в выездном матче против полтавской «Ворсклы» (0:1), Матяж вышел на 74 минуте вместо Васила Гигиадзе. Всего за «Таврию» в чемпионате сыграл в 14 матчах и забил 1 гол.
Летом 2011 года вернулся в донецкий «Олимпик». В составе команды в Первой лиге забил 10 мячей в 19 матчах.
Зимой 2012 года перешёл в запорожский «Металлург». В команде взял футболку с 7 номером. Сыграв за команду 13 игр и забил 2 мяча. В сезоне 2011/12 вместе с «Металлургом» стал серебряным призёром Первой лиге и вышел в Премьер-лигу. В конце 2014 года у Матяжа истёк срок контракта с клубом и он его покинул в статусе свободного агента.

### Карьера в сборной
В августе 2005 года провёл 3 матча за юношескую сборную Украины до 19 лет.

## Достижения
- Серебряный призёр Первой лиге Украины: 2011/12
- Серебряный призёр молодёжного первенства Украины: 2006/07
- Обладатель Кубка Украины: 2009/10